# China Green Agriculture
China Green Agriculture, Inc. (em chinês: 中国绿色农业公司; NYSE: CGA) é uma empresa situada em Xi'an, China. Tornou-se a primeira empresa chinesa presente na New York Stock Exchange. É ainsa a primeira empresa chinesa listada no NYSE Euronext em 2009. Tornou-se uma empresa pública em 2008. Produz e distribui ácido húmico na forma de fertilizante líquido. Tao Li é o atual CEO da companhia.

## História
China Green Agriculture foi fundada em 8 de Fevereiro de 1987. É também a controladora indireta das subsidiárias, TechTeam Jinong Humic Acid Product Co., Ltd. (Techteam) e Xi’an Jintai Agriculture Technology Development Company (Jintai), investindo assim na pesquisa, desenvolvimento e distriubuição de ácido húmico em 27 províncias da China. O ácido húmico é um ingrediente natural essencial para a manutenção do equilíbrio e fertilidade do solo, além de ser o principal constituinte da matéria orgânica. Ao longo dos anos a subsidiária Techteam desenvolveu linhas de produção automatizadas para a fabricação de ácido húmico na China, produzindo uma linha com mais de 119 fertilizantes. Já a subsidiária Juntai foi constituída com a finalidade de realizar a pesquisa e o desenvolvimento desses fertilizantes à base de ácido húmico. Durante o processo de testes dos fertilizantes pela Techteam, são produzidos diversas culturas agrícolas, como flores, hortaliças e mudas, comercializadas para o consumidor final e também para varejistas.

## Segmentos de atuação
China Green Agriculture possui dois principais segmentos: a pesquisa, desenvolvimento, produção e distribuição de ácido úmico orgânico na forma líquida e o desenvolvimento, produção e distribuição de produtos agrícolas (frutas, hortaliças, flores e mudas). O segmento de fertilizantes é o principal negócio da companhia, representando 83% do faturamento total durante o ano fiscal encerrado em 30 de junho de 2008. Os negócios são conduzidos por meio das empresas indiretamente controladas pela República Popular da China: Techteam (fertilizantes) e Jintai (produtos agrícolas), sendo que a Jintai é controlada pela Techteam.

## References
1. ↑  http://www.chinadaily.com.cn/bizchina/2009-03/10/content_7561821.htm
2. ↑  http://investing.businessweek.com/research/stocks/snapshot/snapshot_article.asp?ric=CGA

<http://finance.yahoo.com/news/china-green-agriculture-made-payment-142000570.html>